# Jack White (producteur)
Pour les articles homonymes, voir Jack White (homonymie) et White.
Jack White, né Jack Weiss le 2 mars 1897 à Budapest et mort le 10 avril 1984, producteur de cinéma, réalisateur et scénariste américain d'origine hongroise. Il était le frère du réalisateur Jules White.
Jack White (parfois connu sous le pseudonyme de "Preston Black"), eut une longue carrière cinématographique qui commença dans les années 1910 à l'époque du cinéma muet, et se poursuivit jusque dans les années 1960. Il produisit plus de 300 films, en réalisa plus d'une soixantaine et en scénarisa plus d'une cinquantaine. 
Il fut producteur pour la compagnie Educational Pictures pour laquelle il embaucha son jeune frère Jules White comme monteur.
En 1937, il intégra la Columbia Pictures pour laquelle il travailla jusqu'en 1957.
Il se maria avec l'actrice Pauline Starke mais ils divorcèrent dans les années 1930.

## Filmographie partielle
- 1917 : Roaring Lions and Wedding Bells de William Campbell
- 1917 : Damaged, No Goods
- 1918 : Hungry Lions in a Hospital de Jack White
- 1918 : A Waiter's Wasted Life de William Watson et Jack White
- 1918 : Mongrels
- 1918 : The Son of a Hun
- 1919 : His Musical Sneeze
- 1920 : A Fresh Start
- 1921 : The Vagrant
- 1925 : Perds pas tes Dollars ! (The Perfect Clown)
- 1933 : Poppin' the Cork
- 1934 : North of Zero